# Бокий Ігор Олександрович

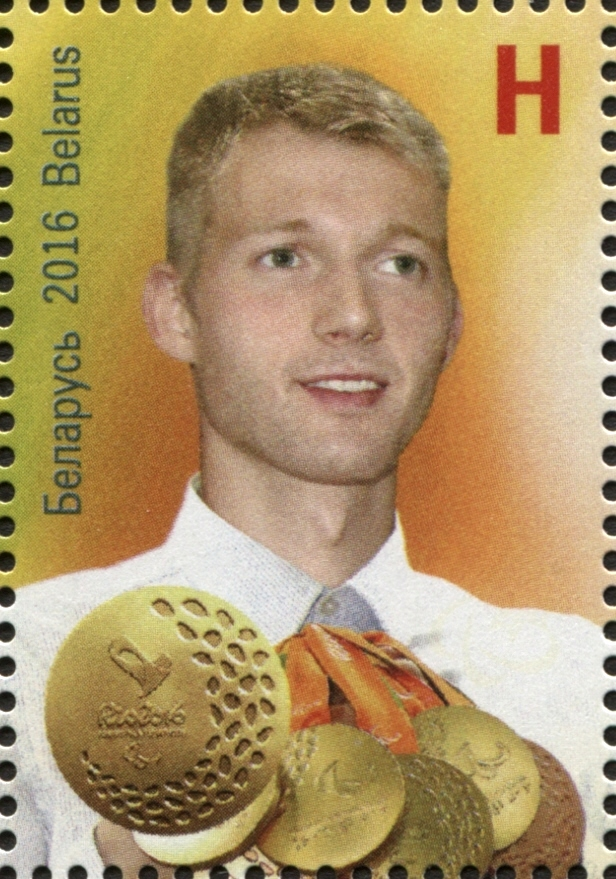

Ігор Олександрович Бокий (біл. Ігар Аляксандравіч Бокій, нар. 28 червня 1994, Бобруйськ) — білоруський спортсмен-паралімпієць, виступаючий серед спортсменів з порушенням зору. Багаторазовий чемпіон Паралімпійських ігор, багаторазовий чемпіон світу та Європи. Майстер спорту Республіки Білорусь міжнародного класу (2011).

## Досягнення
Бронзовий призер чемпіонату Білорусі на короткій воді 2011 року на дистанції 100 м комплексним плаванням та в комбінованій естафеті 4 × 50 м.
Виступаючи за Білорусь на літніх Паралімпійських іграх 2012 року в Лондоні, виграв шість медалей: п'ять золотих і одна срібна.
Почесний громадянин міста Бобруйська (2013).
На літніх Паралімпійських іграх 2016 року в Ріо-де-Жанейро в плаванні на дистанції 100 м батерфляєм в категорії S13 завоював першу золоту медаль Білорусі на цих Іграх. У фінальному запливі Бокий показав час 53,85 секунди і перевершив власний світовий рекорд, встановлений 15 липня 2015 року на першості планети в Глазго (54,44).
Чемпіон Білорусі 2016 року на дистанції 200 м вільним стилем.